# Markus Treichl
Markus Treichl (* 28. September 1993 in Innsbruck) ist ein österreichischer Bobsportler.

## Karriere
Markus Treichl feierte am 10. Januar 2015 in Altenberg sein Weltcup-Debüt als Pilot im Zweierbob. Dabei landete er gemeinsam mit seinem Anschieber  Franz Esterhammer auf dem 22. und damit vorletzten Platz.  Es blieb sein einziges Rennen in dieser Weltcup-Saison.  In der Folgesaison bestritt er einige Rennen als Anschieber im Zweier- und Viererbob von Lukas Kolb.
Sein bisher stärkstes Jahr hatte Treichl in der Weltcup-Saison 2022/23, in der er in der Gesamtwertung den fünften Platz im Zweierbob und den vierten Platz im Viererbob belegte.  Vor allem im Viererbob zeigte er dabei eine konstante Leistung und kam in jedem Rennen zwischen Platz 5 und Platz 8 ins Ziel.
Am 8. Dezember 2024 beim Weltcup in Altenberg fuhr Markus Treichl mit seinem Viererbob auf den 2. Platz und somit zu seiner ersten Podiumsplatzierung in einem Weltcup-Rennen.  Dies war zugleich die erste österreichische Medaille im Bob-Weltcup nach einer fast dreijährige Durststrecke.